# Generálplukovníci rakousko-uherské armády

Hodnostní označení generálplukovníka rakousko-uherské armády

Hodnost generálplukovníka byla jako druhá nejvyšší v rakousko-uherské armádě zřízena za první světové války. Nejvyšším postem v armádě byl polní maršál, tato hodnost vzhledem k předchozím několika desetiletím míru nebyla udělována a za první světové války ji získalo až později několik málo osobností. Nutnost zřízení hodnosti generálplukovníka vyvstala především kvůli kompetenčním sporům mezi německým a rakousko-uherským velením na východní frontě. Prvním generálplukovníkem se 22. května 1915 stal arcivévoda Evžen, o měsíc později hodnost získal také náčelník generálního štábu Franz Conrad von Hötzendorf (oba později získali vyšší hodnost polního maršála). Do struktur rakousko-uherské armády byla hodnost generálplukovníka zařazena až vyhláškou ministerstva války ze 13. září 1915, k častějšímu povyšování došlo až v následujícím roce. V několika případech neměla hodnost generálplukovníka žádný praktický dopad pro aktivní účast ve válce, protože hned zpočátku byla spíše jako čestný post udělena několika dlouholetým blízkým spolupracovníkům císaře Františka Josefa, kteří vzhledem k věku na frontu nebyli povoláni (Beck-Rzikowsky, Paar, Bolfras). Bez praktického významu bylo také udělení hodnosti Hermannu Kusmankovi, který v době povýšení pobýval v ruském zajetí a po propuštění již do aktivní služby nenastoupil. Historicky posledním rakousko-uherským generálplukovníkem se stal kníže Alois Schönburg-Hartenstein, který ji obdržel v listopadu 1918, kdy již monarchie byla v rozkladu. 

## Seznam generálplukovníků rakousko-uherské armády
V následující tabulce jsou uvedeni důstojníci, pro které byla hodnost generálplukovníka nejvyšší v jejich kariérním postupu, nezahrnuje tudíž několik osobností, které později dosáhly ještě hodnosti polního maršála (Kövess, Boroević, Krobatin, Böhm-Ermolli, Rohr von Denta). K datu 1. listopadu 1916 byl do hodnosti generálplukovníka povýšen mimo jiné také následník trůnu arcivévoda Karel. Ten však již od tři týdny později nastoupil na trůn jako císař Karel I. a z titulu této pozice byl automaticky vrchním velitelem ozbrojených sil, hodnost generálplukovníka proto nadále nepoužíval. 
| Datum povýšení     | Foto | Jméno                                                           | Poznámky                                               |
| ------------------ | ---- | --------------------------------------------------------------- | ------------------------------------------------------ |
| 26. února 1916     |      | arcivévoda Josef Ferdinand (1872–1942)                          | generální inspektor letectva                           |
| 26. února 1916     |      | Friedrich hrabě Beck-Rzikowsky (1830–1921)                      | bývalý náčelník generálního štábu                      |
| 27. února 1916     |      | Eduard hrabě Paar (1837–1919)                                   | generální pobočník císaře Františka Josefa             |
| 28. února 1916     |      | Arthur svobodný pán von Bolfras (1838–1922)                     | ředitel vojenské kanceláře císaře Františka Josefa     |
| 6. května 1916     |      | Friedrich svobodný pán Georgi (1852–1926)                       | rakouský ministr zeměbrany                             |
| 8. května 1916     |      | Karl svobodný pán von Pflanzer-Baltin (1855–1926)               | velitel 7. armády, později generální inspektor pěchoty |
| 9. května 1916     |      | Viktor hrabě Dankl z Krasniku (1854–1941)                       | velitel 1. armády                                      |
| 11. května 1916    |      | Karl Tersztyánszky von Nádas (1854–1921)                        | velitel 4. armády                                      |
| 13. května 1916    |      | Paul svobodný pán Puhallo von Brlog (1856–1926)                 | velitel 1. armády, 1916 zbaven velení                  |
| 20. května 1916    |      | arcivévoda Leopold Salvator (1863–1931)                         | generální inspektor dělostřelectva                     |
| 1. listopadu 1916  |      | arcivévoda Josef August (1872–1962)                             | velitel 10. a 11. armády                               |
| 10. listopadu 1916 |      | Karl hrabě von Kirchbach (1856–1929)                            | velitel 7., 3. a 4. armády                             |
| 13. května 1917    |      | Adolf svobodný pán Rhemen zu Barensfeld (1855–1932)             | generální guvernér v Srbsku                            |
| 14. května 1917    |      | Karl hrabě von Huyn (1857–1938)                                 | místodržitel v Haliči                                  |
| 15. května 1917    |      | Hermann Kusmanek von Burgneustädten (1860–1934)                 | do hodnosti povýšen v ruském zajetí                    |
| 16. května 1917    |      | Karel Křítek (1861–1928)                                        | velitel 3. a 7. armády                                 |
| 10. srpna 1917     |      | Wenzel svobodný pán von Wurm (1859–1921)                        | velitel 4. a 1. armády                                 |
| 11. srpna 1917     |      | Samuel svobodný pán Hazai (1851–1942)                           | uherský ministr zeměbrany                              |
| 12. srpna 1917     |      | Leopold svobodný pán von Hauer (1854–1933)                      | velitel armádního sboru jezdectva                      |
| 16. listopadu 1917 |      | Viktor hrabě von Scheuchenstuel (1857–1938)                     | velitel 11. armády                                     |
| 17. listopadu 1917 |      | Stephan svobodný pán Sarkotić von Lovćen (1858–1939)            | vrchní velitel v Bosně a Hercegovině                   |
| 25. února 1918     |      | Josef Roth von Limanowa-Lapanów (1859–1927)                     | velitel 20. armádního sboru                            |
| 26. února 1918     |      | Arthur svobodný pán Arz von Straußenburg (1857–1935)            | náčelník generálního štábu                             |
| 10. května 1918    |      | Hugo Martiny von Malastow (1860–1940)                           | velitel 3. armádního sboru                             |
| 11. května 1918    |      | Rudolf svobodný pán Stöger-Steiner von Steinstätten (1861–1921) | rakousko-uherský ministr války                         |
| 11. listopadu 1918 |      | Alois kníže von Schönburg-Hartenstein (1858–1944)               | velitel 6. armády                                      |